# Кварнбек
Кварнбек (њем. Quarnbek) општина је у њемачкој савезној држави Шлезвиг-Холштајн. Једно је од 165 општинских средишта округа Рендсбург. Према процјени из 2010. у општини је живјело 1.806 становника. Посједује регионалну шифру (AGS) 1058130.

## Географски и демографски подаци
Кварнбек се налази у савезној држави Шлезвиг-Холштајн у округу Рендсбург. Општина се налази на надморској висини од 15 метара. Површина општине износи 16,2 km². У самом мјесту је, према процјени из 2010. године, живјело 1.806 становника. Просјечна густина становништва износи 112 становника/km².